# Língua ilírica

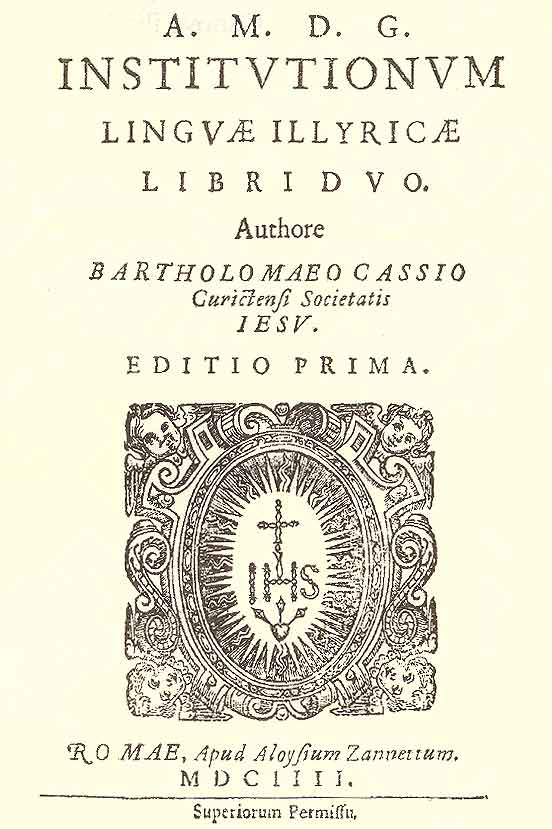
Institutionum linguae illyricae libri duo («Roma; 1604; de Bartol Kashić»)

O idioma ilírio é um nome arcaico para o idioma literário artificial dos eslavos do sul, projetado pela Cúria Romana no final do século XVI e introduzido com uma norma literária no século XVII. O objetivo estratégico da Cúria Romana com este projeto literário era neutralizar a influência otomana nos Bálcãs, especialmente entre os sérvios, através do restaurado Patriarcado em Peć.
Durante o século da Reforma, a Igreja Católica Romana sofreu uma grande regressão. Como resultado da Contra-Reforma e do relatório da espiã sérvia Marin Temperica sobre o estado do Império Otomano e, em particular, nos Bálcãs, foi decidido durante a Grande Guerra, por motivos de propaganda, introduzir uma linguagem literária compreensível para o número máximo de pessoas em seu idioma. Portanto, em vez de usar o dialeto croata chakaviano típico ou o dialeto kaikaviano, a Congregação decidiu confiar no pronúncio ikaviano mais difundido do dialeto shtokaviano na Bósnia, ie. do dialeto sérvio típico de Sérvia Transmontana (incluindo o discurso de Sérvia Marítima em Dubrovnik). 
Dessa forma, e principalmente graças às obras filológicas de Bartol Kashić (embora seu dialeto nativo Chakovo seja da ilha de Pag), a língua croata é despersonalizada e marginalizada com seu alfabeto glagolítico nos Balcãs, enquanto o dialeto sérvio bósnio com alfabeto latino é búlgaro terras. Desse modo, são alcançados paradoxos, como a chamada literatura paulicianista (de paulicianos) que está no alfabeto latino por alguns búlgaros (e ainda é praticado em Banat). Este último provocou grande atrito e indignação em relação à Igreja Católica e, finalmente, de acordo com as tradições da época dos Sete Santos, desempenhou um papel negativo na propaganda da Igreja Católica nos Bálcãs como um todo. 
A propaganda católica nos Bálcãs no século XVII alcançou apenas a latinização e segregação da Albânia e várias revoltas nas terras búlgaras, a mais famosa delas foi a revolta de Čiprovci. No século XVII, formaram-se as línguas albanesa e romena modernas, que alguns filólogos consideram línguas crioulas no contexto da noção geralmente aceita da existência de uma união linguística dos Balcãs. 
Durante o Iluminismo, esse projeto político-religioso e linguagem foram gradualmente abandonados, mas até hoje eles dão seus frutos amargos nos Bálcãs. Devido a esses projetos confessionais de propaganda, o atentado de Sarajevo resultou dos Balcãs no século XX; os assassinatos de Marselha em 1934 e Guerra Civil Iugoslava.